# Léon Athanase Gosselin

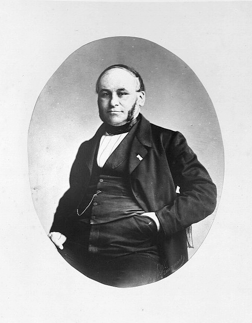
Léon Athanase Gosselin

Léon Athanase Gosselin, född 16 januari 1815 i Paris, död där 30 april 1887, var en fransk kirurg.
Gosselin blev 1858 professor i kirurgi i Paris och ledamot av Académie des sciences 1874. Han ansågs vara en utmärkt lärare och framstående operatör. Bland hans skrifter märks Leçons sur les hernies abdominales (1864), Leçons sur les hémorrhoides (1866), Clinique chirurgicale de l'hôpital de la Charité (tredje upplagan 1879) samt en stor mängd artiklar i tidskrifter och i Sigismond Jaccouds "Dictionnaire de médecine et de chirurgie".